# Quinn (datorspel)
Quinn är ett Tetris-liknande spel för Mac OS. Quinn är freeware.
Spelet är utvecklat av Simon Härtel och släpptes 24 oktober 2002. Utvecklingen avstannade i juli 2006 efter krav från The Tetris Company, men utvecklingen återupptogs igen augusti 2006, då The Tetris Company inte ansåg att Simon bröt mot några av deras copyrights eller trademarks.